# رير فقي
رير فقي (بالصومالية: Reer Faqay)‏ وتعني "آل فقيه" هي عشيرة صومالية متفرعة من "بنادريون". تعيش بشكل أساسي في المدن الساحلية جنوب الصومال مقديشو ومركا وبراوه وكيسمايو. كما يوجد بعض أفرادهم ومجتمعاتهم في مناطق أفجوي وبيدوا ودينسور وبارطيري.

## أصل الكلمة
اسم فقي مستمد من كلمة "فقيه" المشتقة من الفقه.

## الثقافة
نسب رير فقي ضمن الاتحاد البنادري هم ورثة دور القاضي، وفي مقديشو وغيرها اختير العديد من القضاة من هذه العشيرة. على عكس باقي المناطق التي تقطنها العشائر البنادرية.
ونظرًا لدورهم في المجتمع البنادري، وخاصة في مقديشو ومركا وبراوة وكيسيمايو ولوق ومدن أخرى في الصومال، يُعتبر رير فقي محايدون. ونتيجة لذلك، لا تعتبر عشيرة رير فقي على أنها رير شنغاني (شعب شنغاني) أو رير حمر وين (أقدم أحياء مقديشو) مثل باقي العشائر البنادرية التي تقطن مقديشو، وتوجد عشيرة رير فقي في أكثر من اتحاد عشائري (إضافة إلى اتحاد العشائر رير مانيو ((بالصومالية: Reer Maanyo)‏). كما أن أهل رير فقي ليسوا جزءًا من أي جماعة صوفية ولا يشاركون في مهرجان "شيركا" (المؤتمر) السنوي في مقديشو.
تعتبر عشيرة رير فقي من أقدم المجتمعات ومن أوائل الذين وصلوا إلى أراضي شرق أفريقيا والأراضي الصومالية فعلياً، قادمين من اليمن. ويتجلى أقدم وجود للجاليات العربية في مسجد الجماعة ومسجد فخر الدين في مقديشو بالصومال. وبني مسجد الجماعة في سنة 636 هـ (1238م).

## شجرة العشيرة
فيما يلي شجرة مختصرة لعشيرة رير فقي إحدى عشائر الاتحاد البنادري الفرعية الرئيسية من رير فقي:
- رير فقي
  - مشرف حاجي
    - أبوبكر
      - عثمان
        - معلم عمر
          - شقالي (الشيخ علي)
            - أبَكَر
            - أحمد

          - أو عبدالله
          - معلم عمر
            - معلم صداق
            - معلم مكرم
            - عبدالنور

    - أبا حاجي
      - فقي أبو بكر
        - فقي أحمد
        - معلم عثمان

  - فقي علمي
    - فقي عَشَرَو فقي علمي
      - الفَقي جمال
      - الشيخ وَلِي

    - أبو بكر فقي علمي
      - صادق
      - عمر
      - عثمان
      - علي

    - فقي أحمد فقي علمي
      - شيخ محمد
        - نور
        - عبد الرحمن
        - إيكر
        - عمر

      - حاجي عبد النور
        - أبوبكر
        - ماياني
        - عقيل
        - أبَتَي